# Салуссола
Салуссола (итал. Salussola) — коммуна в Италии, располагается в регионе Пьемонт, в провинции Бьелла.
Население составляет 2083 человека (2008 г.), плотность населения составляет 52 чел./км². Занимает площадь 39 км². Почтовый индекс — 13060. Телефонный код — 0161.
В коммуне 15 августа особо празднуется Успение Пресвятой Богородицы. Покровителем населённого пункта считается святой San Pietro Levita.

## Демография
Динамика населения:

## Администрация коммуны
- Официальный сайт: http://www.comune.salussola.bi.it/